# Harnischia westenbergi
Harnischia westenbergi är en tvåvingeart som först beskrevs av Kruseman 1939.  Harnischia westenbergi ingår i släktet Harnischia och familjen fjädermyggor. Inga underarter finns listade i Catalogue of Life.